# 17427 По
17427 По (17427 Poe) — астероїд головного поясу, відкритий 4 лютого 1989 року.
Тіссеранів параметр щодо Юпітера — 3,079.
Названо на честь Едґара По (англ. Edgar Allan Poe; 1809—1849) — американського письменника, поета, есеїста, драматурга, літературного редактора і критика, одного із провідних представників американського романтизму.